# Alfred Collmann
Alfred Collmann (Viena, 17 de abril de 1851 — Viena, 7 de abril de 1937) foi um engenheiro austríaco.

## Vida
Alfred Collmann trabalhou a partir de 1881 como engenheiro em Viena. Foi depois empreiteiro. A moradia de Collmann na Reisnerstraße 30 foi edificada pelo arquiteto Heinz Gerl. Na Exposição Universal de 1900 Collmann ganhou o Grand Prix.

## Contribuição
Alfred Collmann inventou o primeiro controle para motores a vapor de pistão em 1876, que ficou conhecido como controle Collmann, e que ele modificou em 1891. O controle Collmann foi construído pelo Görlitzer Maschinenbauanstalt, que teve grande sucesso com ele.
Já em 1877, Collmann complementou sua invenção que tornam os movimentos da válvula mais suaves. O Görlitzer Maschinenbauanstalt construiu uma máquina a vapor modificada dessa forma em 1880. Em 1891, Collmann desenvolveu outro controle de válvula mais avançado. Seu primeiro controle foi patenteado em 1892.

## Literatura (em alemão)
- Dampfmaschine. Brockhaus Konversations-Lexikon 1894–1896, 4. Band, S. 734–744 (hier Seite 742).
- Collmann Alfred. Österreichisches Biographisches Lexikon 1815–1950 (ÖBL). Band 1, Verlag der Österreichischen Akademie der Wissenschaften, Wien 1957, S. 151.
- Viktor Schützenhofer: Collmann, Alfred. Neue Deutsche Biographie (NDB). Band 3, Duncker & Humblot, Berlin 1957, ISBN 3-428-00184-2, S. 325 (Digitalizado).
- Felix Czeike: Historisches Lexikon Wien Bd. 1. Kremayr & Scheriau, Wien 1992